# Baie au Vison
Ne doit pas être confondu avec Baie du Petit Vison.
Pour les articles homonymes, voir Vison (homonymie).
La baie au Vison est un plan d'eau douce dans la partie sud-est du réservoir Gouin, dans le territoire de la ville de La Tuque, dans la région administrative de la Mauricie, dans la province de Québec, au Canada.
Cette baie s’étend dans les cantons de Levasseur et d’Aubin.
Les activités récréotouristiques constituent la principale activité économique du secteur. La foresterie arrive en second.
Diverses routes forestières secondaires desservent chaque côté de la baie au Vison pour accommoder les activités récréotouristiques et la foresterie. Ces routes forestières se connectent au sud à la route 400 qui relie le barrage Gouin au village de Parent, desservant aussi les vallées de la rivière Jean-Pierre et la zone en aval du barrage Gouin en passant au barrage La Loutre.
La surface de la baie au Vison est habituellement gelée de la mi-novembre à la fin avril, toutefois la circulation sécuritaire sur la glace se fait généralement du début décembre à la fin de mars. La gestion des eaux au barrage Gouin peut entrainer des variations significatives du niveau de l’eau particulièrement en fin de l’hiver où l’eau est abaissée en prévision de la fonte printanière.

## Géographie
Avant la fin de la construction du barrage La Loutre en 1916, créant ainsi le réservoir Gouin, la baie au Vison avait une dimension plus restreinte. Après le deuxième rehaussement des eaux du réservoir Gouin en 1948 dû à l’aménagement du barrage Gouin, la baie au Vison épousa sa forme actuelle.
Les bassins versants voisins de la baie au Vison sont :
- côté nord : rivière au Vison, rivière au Vison Ouest, rivière Wapous, lac Berlinguet, ruisseau Berlinguet, rivière du Loup Ouest ;
- côté est : rivière au Vison, lac Levasseur, lac Bruère ;
- côté sud : baie Kikendatch, rivière Saint-Maurice, rivière Jean-Pierre (réservoir Gouin), rivière des Cyprès (La Tuque) ;
- côté ouest : baie Kikendatch, lac Brochu (réservoir Gouin), rivière Atimokateiw.

La baie au Vison est surtout alimentée par la rivière au Vison, ainsi que par la décharge d’une série de lacs dont le lac au Vison.
D’une longueur de 9,9 km, la baie au Vison se caractérise par (sens horaire) :
- rive nord-ouest :
  - une zone montagneuse dont le plus haut sommet atteint 636 m ;
  - la baie Julien s’étirant sur 2,3 km vers le nord-est et recueillant la décharge du Premier Lac, du lac Bleu et du Hasard ;
  - la baie de la rivière au Vison Ouest s’étirant sur 3,8 km vers le nord-est et recueillant les eaux de la rivière au Vison Ouest ;
- rive nord-est : 
  - une presqu’île s’étirant sur 3,56 km vers le sud-ouest, laquelle sépare le fond de la Baie qui reçoit la rivière au Vison Ouest avec l’autre baie qui reçoit la décharge de la rivière au Vison ;
- rive sud-est :
  - cette rive comporte une zone montagneuse dont le plus haut sommet atteint 586 m.

La confluence de la baie au Vison avec la baie Kikendatch est localisée du côté nord du plan d’eau à :
- 64,8 km au sud-est du centre du village de Obedjiwan lequel est situé sur une presqu’île de la rive nord du réservoir Gouin ;
- 12,7 km à l'ouest du barrage Gouin ;
- 55,7 km au nord-ouest du centre du village de Wemotaci (rive nord de la rivière Saint-Maurice) ;
- 146,8 km au nord-ouest du centre-ville de La Tuque ;
- 251 km au nord-ouest de l’embouchure de la rivière Saint-Maurice (confluence avec le fleuve Saint-Laurent à Trois-Rivières)[1].

À partir de la baie au Vison, le courant coule sur 17,0 km jusqu’au barrage Gouin, dont 5,1 km vers le sud jusqu’au bout d’une presqu’île venant de la rive nord, puis 11,9 km vers l’est. À partir de ce barrage, le courant emprunte la rivière Saint-Maurice jusqu’à Trois-Rivières.

## Toponymie
Le toponyme baie au Vison a été officialisé le 2 août 1991 par la Commission de toponymie du Québec.